# خل التفاح (مسلسل)
خل التفاح (بالإنجليزية: Apple Cider Vinegar) هو مسلسل درامي تلفزيوني أسترالي، عُرض على نتفليكس في عام 2025. من إنتاج أفلام سيواه، يتتبع المسلسل خبيرة العافية بيل جيبسون وصديقتها ميلا اللتين تستخدمان منصاتهما "لعلاج" الناس. تذهب جيبسون إلى أبعد من ذلك، حيث تخدع متابعيها والعالم بتشخيص صادم للسرطان، وكل هذا مبني على كذبة.

## القصة
كانت الأيام الأولى لوسائل التواصل الاجتماعي بمثابة ساحة لعب لـ بيل جيبسون وصديقتها ميلا حيث بدأتا العمل على "مساعدة" الناس على التحسن. ومع وجود العالم عند قدميها، أطلقت جيبسون إمبراطورية إعلامية، حيث كان العالم يراقبها ويأمل في نجاح نهجها في علاجها، ولم يكن هناك شيء يستطيع إيقافها، حتى انهار عالمها من حولها.

## الممثلون
- كايتلين ديفير، بدور: بيل جيبسون[5]
- اليشا ديبنام كيري، بدور: ميلا بليك، أفضل صديقة لبيل
- عائشة دي، بدور: شانيل
- تيلدا كوبهام هيرفي، بدور: لوسي
- مارك كولز سميث، بدور: زوج لوسي
- أشلي زوكرمان، بدور: كلايف
- سوزي بورتر، بدور: تامارا
- مات نابيل
- دانتي سوراسي، كضيف في برنامج أبل
- كاثرين ماكملينتس
- إيسي ديفيس
- تشاي هانسن
- ريتشارد ديفيز
- كيران دارسي سميث، بدور: أندرو دال بيلو
- دوريس يونان، بدور: دكتورة شدياق
- سيبيلا بود، بدور: تارا براون
- جيريمي ستانفورد، بدور: الدكتور والش

## الانتاج
في 15 ديسمبر 2023، أُعلن أن المسلسل قد دخل مرحلة الإنتاج. تم تصوير المسلسل في ملبورن وما حولها بتمويل من كرين اتراليا وفيسكرين.
تم إصدار المقطع الدعائي الأول في 19 نوفمبر 2024.
ابتكرت سامانثا شتراوس "خل التفاح" وكتبت المسلسل مع أنيا بايرسدورف وأنجيلا بيتزين. المسلسل مستوحى من كتاب "المرأة التي خدعت العالم" للصحفيين بو دونيلي ونيك توسكانو. جميع الحلقات من إخراج جيفري ووكر، بينما يعمل كل من ليز واتس وهيلين جريجوري وإميل شيرمان وإيان كانينج من أفلام سيواه؛ وشتراوس ولويز جوغ من سكابز بكنك؛ وديفير كمنتجين تنفيذيين. جيفري ووكر وسايمون جيليس من أفلام سيواه منتجان تنفيذيان مشاركان. إيفون كولينز هي أيضًا منتجة في العرض، وليبي شارب من أفلام سيواه هي منتجة مشاركة.

## روابط خارجية
- خل التفاح على موقع IMDb (الإنجليزية)
- خل التفاح على موقع ميتاكريتيك (الإنجليزية)
- خل التفاح على موقع روتن توميتوز (الإنجليزية)
- خل التفاح على موقع نتفليكس (الإنجليزية)
- خل التفاح على موقع ألو سيني (الفرنسية)
- خل التفاح على موقع قاعدة بيانات الفيلم (الإنجليزية)